# Chemical Science
Chemical Science (abrégé en Chem. Sci.) est une revue scientifique à comité de lecture. Ce mensuel publie des articles de recherches originales dans tous les domaines de la chimie.
Chem. Sci. a été créé en juillet 2010 et est publié par the Royal Society of Chemistry. Il a reçu en 2011 le Best New Journal award  de l'Association of Learned and Professional Society Publishers. L'éditeur en chef est Daniel G. Nocera (Harvard University). En janvier 2015, Chem. Sci est un journal de type open access. Depuis janvier 2017, Chem. Sci. est devenu un journal hebdomadaire. 
D'après le Journal Citation Reports, le facteur d'impact de ce journal était de 9,211 en 2014. 